# Schizozetes quadrilineatus
Schizozetes quadrilineatus är en kvalsterart som beskrevs av Balogh 1962. Schizozetes quadrilineatus ingår i släktet Schizozetes och familjen Microzetidae. Inga underarter finns listade i Catalogue of Life.